# Antonín Výtvar
Antonín Výtvar (15. října 1881 Liberec – 22. prosince 1953 Litoměřice) byl českým katolickým knězem, sídelním kanovníkem litoměřické kapituly v letech 1934–1953.

## Život
Liberecký rodák Antonín Výtvar byl na kněze vysvěcen 15. července 1906. Kněžsky působil na mostecku, a posléze jako farář v Brozanech. V období první republiky byl předsedou Katolické Charity pro česky mluvící část litoměřické diecéze. Dne 1. ledna 1934 se stal kanovníkem katedrální kapituly sv. Štěpána v Litoměřicích s kanonikátem schleinitziánským. Na litoměřické konzistoři byl ve funkci biskupského konzistorího rady. Za své kněžské působení mu byl udělen titul papežský tajný komoří.
Jeho role na litoměřickém biskupství byla velmi důležitá po skončení II. světové války a příchodu nového litoměřického biskupa, protože byl jediným neodsunutým kanovníkem litoměřické kapituly, který zůstal v Československu. Jako legitimní představitel kapituly podepsal za ni litoměřickému biskupu Štěpánu Trochtovi 2. ledna 1951 souhlas se zřízením dvou nových kanonikátů - svatoštěpánského I. a II. Stal se tak nositelem kontinuity starobylé instituce kapituly sv. Štěpána. Když pak v roce 1953 zemřel, nad jeho rakví promluvil nově jmenovaný kanovník František Koucký, který ocenil jeho kněžskou práci a lásku k matce.